# Hockey Club Milan
 (signalé en août 2025).
Si vous disposez d'ouvrages ou d'articles de référence ou si vous connaissez des sites web de qualité traitant du thème abordé ici, merci de compléter l'article en donnant les références utiles à sa vérifiabilité et en les liant à la section « Notes et références ».
- Archive Wikiwix
- Bing
- Cairn
- DuckDuckGo
- E. Universalis
- Gallica
- Google
- G. Books
- G. News
- G. Scholar
- Persée
- Qwant
- (zh) Baidu
- (ru) Yandex
- (wd) trouver des œuvres sur Wikidata

Le Hockey Club Milan est un club hockey sur glace italien basé à Milan qui a existé de 1924 à 1956.

## Historique
Le club est fondé en 1924, par des patineurs du Milan Skating Hockey Club. Il est ainsi une des trois équipes fondatrices du Championnat d'Italie la même année.
Pendant près d'une décennie, il est la seule équipe de hockey italienne bien organisée, et fournie l'essentiel des joueurs de l'équipe nationale. Les seules équipes en mesure de rivaliser la puissance écrasante du HC Milan durant les années 1920 et 1930 est le Sportivi Ghiaccio Cortina (qui sera en 1932 la première équipe à lui ravir le titre) et le Diavoli Rossoneri Milan qui remporte le championnat en 1935 et 1936. Lors de la saison 1936-1937, le club prend le nom d'Associazione Disco Ghiaccio Milano, et remporte le titre. Entre 1924 et 1937, 8 titres sur 11 possibles reviennent au HC Milan.
En 1937, la fédération italienne impose la fusion entre l'ADG Milan et les Diavoli Rossoneri et donne naissance à l'Associazione Milanese Disco Ghiaccio Milano, rattaché directement à la fédération, avec comme objectif la promotion de ce sport en Italie, en vue des Jeux olympiques d'hiver de 1940. L'équipe, formée des meilleurs éléments des deux anciennes équipes, remporte facilement les deux championnats joués avant l'interruption due à la guerre.
Après la Seconde Guerre mondiale, l'équipe reprend son nom traditionnel et recommence à dominer. En plus de l'équipe première, une équipe  seconde (qui, en 1947, prendra le nom de Amatori Milan) réalise également de bons résultats.
En 1950, le club signe un accord avec l'Inter Milan : il deviendra une section indépendante de l'équipe de football, avec le nom officiel de Hockey Club Milano Inter. Les futurs présidents de l'Inter Angelo Moratti et Ivanoe Fraizzoli rejoignent la direction.
En 1955, le championnat est annulé en raison des Jeux olympiques de Cortina d'Ampezzo. Le résultat en est une crise financière pour les deux équipes milanaises. Une nouvelle fusion a lieu donnent naissance au Hockey Club Milan Inter, qui devient le Diavoli Hockey Club Milan à partir de 1958.

## Palmarès
- Championnat d'Italie : 
  - Champion (17) : 1925, 1926, 1927, 1930, 1931, 1933, 1934, 1937, 1938, 1941, 1947, 1948, 1950, 1951, 1952, 1954, 1955
- Coupe Spengler
  - Vainqueur (2) : 1953, 1954